# Little Smokey Smothers
Little Smokey Smothers (* 2. Januar 1939 in Tchula, Mississippi, USA als Albert Abraham „Abe“ Smothers; † 20. November 2010 in Chicago, Illinois, USA) war ein US-amerikanischer Blues-Gitarrist und Sänger.

## Biografie
Albert Abraham „Abe“ Smothers wurde am 2. Januar 1939 in Tchula (Mississippi) geboren. Sein älterer Bruder war der Bluesmusiker Otis „Big Smokey“ Smothers (1929–1993), mit dem er manchmal verwechselt wurde. Mit 15 Jahren lernte er Gitarre spielen und zog zwei Jahre später nach Chicago. Schon bald stand er auf der Bühne und spielte mit Arthur „Big Boy“ Spires, Magic Sam, Otis Rush und Lazy Bill Lucas. 1958 schloss er sich Howlin’ Wolf an und begleitete Wolf im folgenden Jahr bei einer Aufnahmesession für Chess Records. Zu den Songs, an denen Smothers mitwirkte, gehören I’ve Been Abused, Howlin’ for My Darling und Mr. Airplane Man.
1961 gründete er seine eigene Band Little Smokey Smothers and the Pipeplayers. Später lernte er Paul Butterfield kennen und unterstützte diesen beim Aufbau der Paul Butterfield Blues Band. Gitarrist der Band wurde jedoch Elvin Bishop, mit dem Smothers befreundet war und dem er das Bluesgitarrenspiel beigebracht hatte. In den 1960er Jahren trat Smothers mit Buddy Guy, James Cotton, Earl Hooker und Junior Wells auf. In den 1970er Jahren gab er die Musik weitgehend auf, widmete sich seiner Familie und arbeitete auf dem Bau. Nach einer mehrjährigen Pause machte er 1979 wieder Aufnahmen, und zwar auf Mojo Bufords Album Chicago Blues Summit. In den 1980er Jahren war er Mitglied der Legendary Blues Band und wirkte an deren 1989er Album Woke Up with the Blues mit.
1993 war Elvin Bishop Gastmusiker auf Smothers’ erstem Soloalbum Bossman – The Chicago Blues of Little Smokey Smothers, das beim niederländischen Label Black Magic erschien. Auch Smothers’ Cousin Lee „Shot“ Williams ist auf dem Album als Sänger zu hören. Bishop und Smothers traten 1993 beim Chicago Blues Festival auf.
Smothers unterzog sich 1995 einer Operation am offenen Herzen. Im folgenden Jahr veröffentlichte er Second Time Around bei dem deutschen Label Crosscut. Auf einer Party zu Mick Jaggers 55. Geburtstag in Paris hatte er einen vielbeachteten Auftritt zusammen mit Keith Richards und Ron Wood.
Alligator Records veröffentlichte im Jahr 2000 That’s My Partner, ein in San Francisco aufgenommenes Live-Album, auf dem Smothers wieder mit Bishop zusammenarbeitete. Smothers trat auch beim Chicago Blues Festival 2000 auf. Er war 2003 in Martin Scorseses Fernsehserie The Blues zu sehen und zu hören, die Ausschnitte seiner Live-Show enthielt. 2006 spielten Smothers und Bishop im Ground Zero Club in Clarksdale (Mississippi).
Smothers hatte in seinen späteren Jahren gesundheitliche Probleme. 2009 stellte Bishop das Benefizalbum Chicago Blues Buddies zusammen, das Aufnahmen enthielt, die er mit Smothers früher gemacht hatte. Der Erlös des Albums half, Smothers’ medizinische Kosten zu decken.
Am 20. November 2010 starb Little Smokey Smothers mit 71 Jahren in Chicago.

## Diskografie
Quelle: 

### Alben
- 1993: Bossman – The Chicago Blues of Little Smokey Smothers (Black Magic)
- 1996: Second Time Around (Crosscut)
- 2000: That’s My Partner mit Elvin Bishop (Alligator Records)
- 2009: Chicago Blues Buddies mit Elvin Bishop (Black Derby)

### Beteiligungen (Auswahl)
- 1979: Chicago Blues Summit – George „Mojo“ Buford (Mr. Blues)
- 1979: American Blues Legends 79 (Big Bear Records) – Eddie C. Campbell, Chico Chism, Good Rockin’ Charles, Billy The Kid Emerson, Little Smokey Smothers, Lester Davenport
- 1989: Woke up with the Blues – The Legendary Blues Band (Ichiban Records)
- 1995: Cold Shot – Lee „Shot“ Williams (Black Magic)